# モハメド・ナギ
ゲドことモハメド・ナギ・イスマイル（アラビア語: محمد ناجى إسماعيل, ラテン語: Mohamed Nagy Ismail、1984年10月30日- ）は、エジプト・ダマンフール出身の元プロサッカー選手。元エジプト代表。現役時代のポジションはフォワード。

## 来歴
17歳の時、2部のアラブ・ダマンフールでデビューを果たした。
2009年12月29日、マラウイ代表戦で代表デビューを果たすと、翌年のアフリカネイションズカップのメンバーに選ばれた。この選出は驚きをもって伝えられ、ゲド本人もネットで知った予想してなかったと語った。大会前に行われたマリ代表との親善試合に途中出場・初ゴールを決めた。
本大会では全試合に途中出場し5ゴールを挙げる（全てが決勝ゴール）スーパーサブとして活躍。特に決勝では決勝ゴール（結果1-0）を決め三連覇に貢献した。全試合サブだったためか、ベストイレブンには選ばれなかったものの得点王と新人王に輝き、一躍シンデレラボーイとなった。
大会後には、エジプト・プレミアリーグとCAFチャンピオンズリーグ最多優勝を誇り、エジプトのみならずアフリカを代表するアル・アハリへ移籍した。
2013年1月、ハル・シティAFCへ期限付き移籍をした。

## 所属クラブ
ユース経歴
- 2001年 - 2002年 Hosh Essa Sports Centre

プロ経歴
- 2002年 - 2005年  アラブ・ダマンフール
- 2005年 - 2010年  アル・イテハド・アル・セカンダリー
- 2010年 - 2015年  アル・アハリ
  - 2013年 → ハル・シティAFC (期限付き移籍)
  - 2013年 - 2014年 → ハル・シティAFC (期限付き移籍)
- 2015年 - 2016年  エル・エンターグ・エルハービーSC
- 2016年 - 2018年  アル・モカウルーン・アル・アラブSC
- 2018年 - 2020年  エル・グーナFC

## タイトル

### クラブ
アル・アハリ
- CAFチャンピオンズリーグ：1（2012）
- CAFスーパーカップ：1（2013）
- エジプト・プレミアリーグ：2（2010-11, 2013-14）
- エジプト・スーパーカップ：1（2010）

### 代表
エジプト代表
- アフリカネイションズカップ：1（2010）

### 個人
- アフリカネイションズカップ 得点王：1（2010）
- アフリカネイションズカップ 新人王：1（2010）

## 記録
ハル・シティAFC
- フットボールリーグ・チャンピオンシップ 準優勝：1（2012-13）